# Remesen
Remesen is een bestuurslaag in het regentschap Aceh Tengah van de provincie Atjeh, Indonesië. Remesen telt 550 inwoners (volkstelling 2010).